# Hanstjärnen (Offerdals socken, Jämtland, 707099-140538)
Hanstjärnen är en sjö i Krokoms kommun i Jämtland och ingår i Indalsälvens huvudavrinningsområde.